# Makaron błyskawiczny
Makaron błyskawiczny, makaron instant – makaron typu instant sprzedawany w postaci wstępnie ugotowanego i wysuszonego bloku. Nazywane są tak też dania instant złożone z makaronu instant i proszku aromatyzującego lub oleju przyprawowego.
Aromat jest zwykle zamknięty w osobnym opakowaniu, chociaż w przypadku dań instant w kubku jest on często wsypany bez osobnego opakowania. Niektóre produkty z makaronem błyskawicznym są pakowane w szczelne opakowania, w których można je odgrzewać i jeść. Suszone bloki makaronu są przeznaczone do gotowania lub zalania wrzącą wodą przed zjedzeniem, ale można je spożywać na sucho. W handlu detalicznym dostępne są też makarony błyskawiczne przeznaczone do samodzielnego przygotowywania takich potraw jak np. chow mein.
Makaron błyskawiczny został wynaleziony przez Momofuku Andō i został wprowadzony na rynek w 1958 roku pod marką Chikin Ramen. W 1971 roku firma Nissin Foods wprowadziła produkt Cup Noodles, pierwszy produkt z makaronem w kubku. Makaron błyskawiczny jest sprzedawany na całym świecie pod wieloma markami.

## Historia

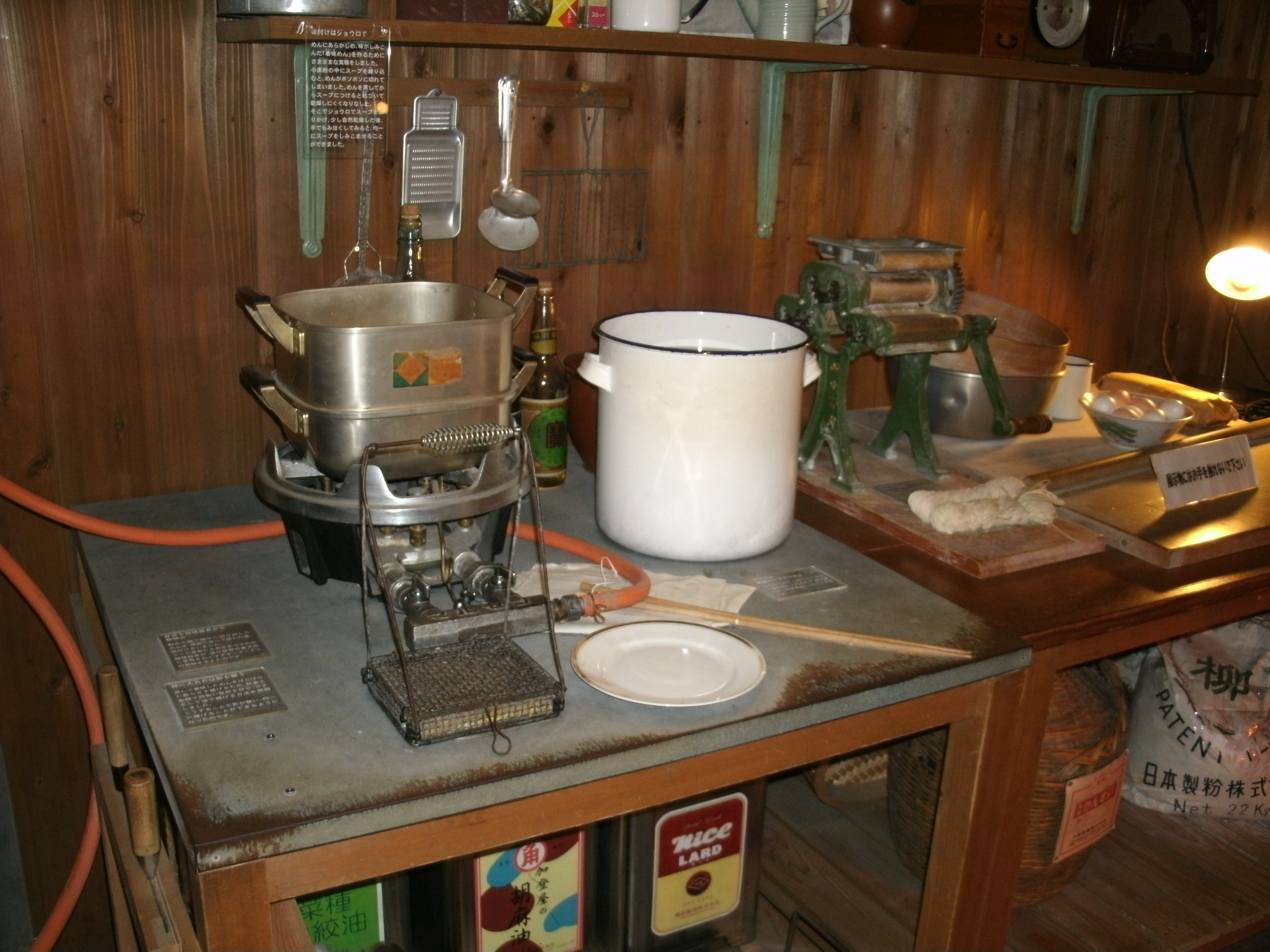
Odtworzenie warsztatu Momofuku Andō, w którym stworzył makaron błyskawiczny, CupNoodles Museum Osaka Ikeda

Współczesny makaron błyskawiczny został stworzony w Japonii przez japońsko-tajwańskiego wynalazcę Momofuku Andō. Po raz pierwszy został wprowadzony na rynek 25 sierpnia 1958 roku przez firmę Andō, Nissin Foods, pod marką Chikin Ramen. Firma Andō opracowała całą metodę produkcyjną błyskawicznego smażenia makaronu, począwszy od procesu wytwarzania makaronu, przez gotowanie na parze, przyprawianie, a skończywszy na dehydracji w cieple oleju, w celu wytworzenia makaronu „instant”. To wysuszyło makaron i dało mu dłuższy okres przydatności do spożycia, dłuższy nawet od mrożonego makaronu. Każdy blok makaronu był wstępnie przyprawiony i sprzedawany za 35 jenów. Makaron błyskawiczny był gotowy do spożycia w zaledwie dwie minuty po dodaniu wrzącej wody. Ze względu na swoją cenę i nowość Chikin Ramen był początkowo uważany za produkt luksusowy, ponieważ japońskie sklepy spożywcze zazwyczaj sprzedawały świeży makaron za jedną szóstą tej ceny. Mimo to makaron instant w końcu zyskał ogromną popularność, zwłaszcza po promowaniu przez Mitsubishi Corporation. Początkowo zyskał popularność w Azji Wschodniej, Południowej i Południowo-Wschodniej, gdzie obecnie jest mocno osadzony w lokalnych kulturach tych regionów, a ostatecznie rozprzestrzenił się i zyskał popularność w większości pozostałej części świata.
Mając na względzie poprawienie jakości, producenci jeszcze bardziej poprawili smak makaronu, dodając w osobnym opakowaniu proszek z przyprawą. W 1971 roku firma Nissin wprowadziła Cup Noodles, makaron w kubku, do którego wystarczyło dodać wrzącą wodę w celu ugotowania makaronu. Kolejną innowacją było dodanie suszonych warzyw do opakowania, tworząc kompletne danie – zupę błyskawiczną. Kubek łączył w sobie funkcje opakowania, kuchenki (podczas dodania wrzącej wody) oraz miski (podczas jedzenia makaronu). Wychodząc naprzeciw niedawnemu wzrostowi świadomości zdrowotnej, wielu producentów wprowadziło na rynek makarony błyskawiczne o różnych zdrowszych właściwościach: makaron z błonnikiem pokarmowym i kolagenem, makaron niskokaloryczny czy makaron o niskiej zawartości sodu.
Według japońskiego sondażu przeprowadzonego w 2000 roku „Japończycy uważają, że ich najlepszym wynalazkiem XX wieku był makaron błyskawiczny”. Do roku 2018 na całym świecie zjadano około 103 miliardów porcji makaronu instant rocznie. Chiny konsumują rocznie 40 miliardów paczek makaronu – 39% światowej konsumpcji, Indonezja – 12 miliardów, Indie – 6 miliardów, Japonia – 5,7 miliarda, Wietnam – 5,2 miliarda. Trzy kraje z najwyższą liczbą spożytych porcji na mieszkańca to Korea Południowa (74,6 porcji), Wietnam (53,9 porcji) i Nepal (53 porcje).

## Skład
W makaronie na bazie pszenicy są trzy kluczowe składniki: mąka pszenna, woda i sól. Poza tymi składnikami przepisy USDA zezwalają, aby makaron błyskawiczny zawierał olej palmowy, przyprawy, fosforany sodu, skrobię ziemniaczaną, gumy i inne składniki.

## Produkcja
Głównymi składnikami makaronu błyskawicznego są mąka, skrobia, woda, sól lub substytut soli znany jako kansui, rodzaj alkalicznej wody mineralnej zawierającej węglan sodu lub potasu, a także czasami niewielką ilość kwasu fosforowego.
Produkcja makaronu zaczyna się od rozpuszczenia soli, skrobi i aromatu w wodzie, aby utworzyć mieszankę, którą dodaje się do mąki. Ciasto jest pozostawiane na pewien czas, by dojrzało, a następnie jest zgniatane w celu równomiernego rozprowadzenia składników i uwodnienia cząstek w cieście. Po zagnieceniu ciasto jest formowane na dwa arkusze połączone w jeden poprzez ich przełożenie przez dwa obracające się wałki. Proces ten jest powtarzany w celu łatwiejszego wytworzenia glutenu. Kiedy pas makaronu osiąga pożądaną grubość poprzez regulację odstępu między wałkami, jest on natychmiast odcinany. Po ukształtowaniu makaron jest gotowy do zagotowania na parze przez 1–5 minut w temperaturze 100 °C, aby poprawić teksturę poprzez żelowanie skrobi z makaronu. Podczas gotowania na parze dodatek wody i ciepła rozbija strukturę helisy i krystaliczność amylozy. Amyloza zaczyna dyfundować z granulek skrobi w procesie żelatynizacji.

### Suszenie
Makaron można suszyć na dwa sposoby: przez smażenie lub suszenie gorącym powietrzem. Smażony makaron błyskawiczny jest suszony przez smażenie na oleju przez 60–100 sekund w temperaturze 140–160 °C. Proces smażenia obniża zawartość wilgoci z 30–50% do 2–5%. Powszechnie używanym olejem do smażenia w Azji jest olej palmowy. Suszony na powietrzu makaron jest suszony przez 30–40 minut w gorącym powietrzu o temperaturze 70–90 °C, co daje zawartość wilgoci 8–12%. Podczas procesu suszenia szybkie odparowanie wody tworzy pory na całej powierzchni, co pozwala na krótki czas gotowania gotowego produktu. W przypadku makaronu smażonego tworzenie się porów jest bezpośrednio związane z wchłanianiem tłuszczu przez makaron.
Ponad 80% makaronów błyskawicznych przygotowuje się w procesie smażenia, ponieważ zapewnia to bardziej równomierne suszenie makaronu niż suszenie gorącym powietrzem, co może powodować niepożądaną konsystencję gotowego makaronu, a gotowanie trwa dłużej. Jednakże w przypadku makaronu smażonego zawartość oleju wynosi około 15–20% i ma on mniejszą trwałość z powodu utleniania, podczas gdy w makaronie suszonym gorącym powietrzem zawartość oleju nie przekracza 3%.

## Wartość odżywcza
Makaron błyskawiczny jest często krytykowany jako niezdrowy. Jedna porcja makaronu instant jest bogata w węglowodany, sól i tłuszcze, ale ma niską zawartość białka, błonnika, witamin i niezbędnych minerałów.